# فرانسوا بيرير
فرانسوا بيرير (بالفرنسية: François Perrier)‏ هو جغرافي وجيوديسي وضابط وسياسي فرنسي، ولد في 18 أبريل 1833 في فرنسا، وتوفي بنفس المكان في 20 فبراير 1888. انتخب رئيس (1883 – 1888) وانتخب عضو المجلس العام ‏ عن دائرة canton of Valleraugue ‏ (1880 – 1888).